# Посёлок имени III Съезда
имени III Съезда, Посёлок имени III Съезда — посёлок в Нурлатском районе Татарстана. Входит в состав Андреевского сельского поселения.

## География
Находится в южной части Татарстана на расстоянии приблизительно 25 км на северо-восток по прямой от районного центра города Нурлат у речки Киклинка.

## История
Основан в 1951 году.

## Население
Постоянных жителей было в 1949—121, в 1958—158, в 1970—138, в 1979—130, в 1989 — 57, в 2002 году 39 (чуваши 72 %), в 2010 году 31.